# Wrong Coast
Wrong Coast é um desenho animado em Stop Motion de humor adulto da FOX,produzido em 2004 com apenas um temporada com 15 episódios. No Brasil o show exibido pelo canal FX em 2007.

## Geral
Wrong Cost fala sobre fofocas em Hollywood, satirizando estrelas do cinema e da música. A série fez um pequeno sucesso com a audiência da FOX,mas mesmo assim foi cancelada no final da primeira temporada.

## Ver Também
- King of the Hill
- The Simpsons
- Family Guy
- American Dad!